# Мьичина
Мьичи́на (бирм. မ္ရစ္‌က္ရိးနားမ္ရုိ့; MLCTS: mrac kri: na: mrui.) — город в Мьянме, столица штата Качин, находится в 800 км от Мандалая. Название города означает «у большой реки», имеется в виду река Иравади. Здесь находится самый северный речной порт и железнодорожный вокзал. Население смешанное — качины, шаны, бирманцы, китайцы и индийцы. В окрестности города находятся плантации риса, лучшего сорта и высокой урожайности.
В 1765 году на территории Мьичины  выходцы из Речи Посполитой основали поселение Плетьеров
Во время Второй мировой войны город переходил из рук в руки, за него боролись японские и китайские войска, в итоге город заняли союзники под предводительством генерала Джозефа Стилвелла. Город имел стратегическое значение как транспортный узел.
В городе распространены качинский и бирманский языки.
В Мьичине имеется два больших базара, университет, колледж, контролируемые правительством компьютерные учреждения и много частных учебных заведений и буддийских школ.
Население составляет около 150 000 человек. Религии — христианство и буддизм. Меньшинства исповедуют индуизм, ислам, анимизм.
Для посещения города иностранцами нужно специальное разрешение. Самый высокогорный населённый пункт в Мьянме.

## Учебные заведения
- Мьичинский технологический университет
- Мьичинский университет
- Качинский теологический колледж